# Déchet de haute activité et à vie longue

Les déchets HAVL sont les déchets ultimes les plus dangereux de l'énergie nucléaire.

Les déchets de haute activité et à vie longue (HAVL) sont une catégorie de déchets nucléaires possédant :
- une activité de l'ordre de 1012 Bq/g soit 1 térabecquerel par gramme,
- une durée de demi-vie supérieure à 31 ans[1].

En fait, il n'existe pas dans l'industrie nucléaire de radioéléments même concentrés à 100% ayant la propriété d'avoir une activité atteignant 1 TBq/g et dont la période ou durée de demi-vie serait supérieure à 20 ans. La réglementation française, dans l’annexe du décret n° 2013-1304 du 27 décembre 2013 pris pour application de l'article L. 542-1-2 du code de l'environnement et établissant les prescriptions du Plan national de gestion des matières et des déchets radioactifs, définit la notion de haute activité (HA) en l'appliquant aux déchets dont « le niveau d'activité de ces déchets est de l'ordre de plusieurs milliards de becquerels par gramme », donc de quelques GBq/g. Elle ne fait pas référence à la notion de vie courte ou longue. Ceux-ci sont traités de la même manière. La notion de déchets à vie longue (définie dans le décret par « qui contiennent une quantité importante de radionucléides dont la période est supérieure à 31 ans ») n’est applicable juridiquement qu’aux déchets de moyenne activité dont « le niveau d'activité [...] est de l'ordre d'un million à un milliard de becquerels par gramme ». À l’ANDRA, il existe bien une filière MAVL (déchets de moyenne activité à vie longue), mais seulement une filière HA sans référence à la période.
Mais il est vrai que, malgré l’absence de sens juridique (et de filière à l’ANDRA), l’usage retient quand même l’expression déchets de Haute Activité à Vie Longue (HAVL). L’IRSN par exemple reprend cette appellation dans sa communication. En effet, dans la pratique, il est bien difficile de séparer les différents radioéléments suivant leur période, en particulier parmi ceux dans les déchets ultimes après retraitement du combustible nucléaire. On trouvera donc parmi les déchets HA non seulement des radioéléments dont l’activité est très élevée (mais dont la période n’est pas très longue), mais aussi un certain nombre de radioéléments, en quantité plus ou moins importante, dont la période est telle qu’ils répondent à la notion de vie longue. C'est en ce sens et seulement en ce sens, que l'on peut parler de déchets HAVL, c'est-à-dire de « Haute Activité » et (dans les sens et/ou) « à  Vie Longue ».
Ces déchets sont produits lors du traitement du combustible nucléaire. Ils sont également appelés « déchets de type C », et parfois désignés comme les « cendres » du combustible nucléaire.
Les déchets de haute activité (HA) sont les plus dangereux des déchets nucléaires, du fait de la grande concentration de radioactivité qu'ils représentent : en France au 31 décembre 2007, selon l'Inventaire national des matières et déchets radioactifs de l'Agence nationale pour la gestion des déchets radioactifs (Andra), ces déchets représentaient en volume 0,2 % des déchets radioactifs (soit 2 293 m3 en comptant les 74 m3 provenant de la recherche et de la Défense), mais rassemblaient 94,98 % de la radioactivité totale des déchets radioactifs produits. La concentration de radioactivité dans ces déchets est telle qu'ils sont une source importante de chaleur, dont il faut tenir compte pour leur conditionnement.
Les déchets à vie longue (VL) émettent pendant plusieurs siècles ou plusieurs millions d'années des rayonnements ionisants. Certains projets envisagent de les confiner pendant la durée nécessaire à leur décroissance, notamment par leur stockage en couche géologique profonde (parfois appelé enfouissement).
Le retraitement de ce type de déchets pourrait permettre de réduire le volume occupé par ces derniers, ou conduire à séparer les isotopes « à haute activité » (dont la vie est relativement courte) de ceux « à vie longue » (dont l'activité est nécessairement moindre).

## Description

### Cendres du combustible nucléaire
Les déchets HAVL sont pour l'essentiel les « cendres » du combustible nucléaire. Ils sont constitués des produits de fission du combustible (137Cs, 90Sr-90Y, 99Tc, 126Sn, 93Zr, etc.), de résidus de  plutonium ou d'uranium mal séparés lors du retraitement et des actinides mineurs formés par capture neutronique  (241Am, 243Am, 244Cm, 237Np, etc.).
Ces déchets représentent un volume très faible, mais une très haute toxicité. Le stock mondial était d'environ 250 000 tonnes en 2008. La production française de déchets HAVL, issue de ses 58 réacteurs, est estimée à environ 70 t par an. Les déchets HAVL conditionnés en vue du stockage (c'est-à-dire en prenant en compte la masse due à la vitrification) sont eux estimés à 350 t par an, pour un volume de 120 m3 par an.
Si l'on prend le cas d'un pays industrialisé comme la France, où la production d'énergie nucléaire est importante, la production annuelle de déchets de toute nature est de l'ordre de trois tonnes par habitant, dont 500 kg de déchets ménagers, 100 kg de déchets chimiques toxiques et moins de 1 kg de déchets radioactifs. Dans cette catégorie, les déchets A représentent 930 g/an et par habitant, les déchets B représentent 6,6 g/an et par habitant, et les déchets C - de haute activité et à vie longue - représentent 3,3 g/an et par habitant.

« Les partisans de la filière nucléaire peuvent donc faire valoir, avec une apparence de raison, que celle-ci produit des volumes de déchets très limités par comparaison avec d'autres activités industrielles, qui génèrent des déchets hautement toxiques en quantités très supérieures. En outre, les déchets radioactifs sont soigneusement confinés et recensés, alors qu'il n'en va pas toujours de même pour les déchets chimiques.[...] Il n'en reste pas moins que des solutions doivent bien être trouvées pour le devenir de ces déchets radioactifs, aussi limités soient-ils. »

### Durée de vie des déchets
Les déchets dont les radionucléides ont une période inférieure à 100 jours sont dits « à vie très courte ». Ces déchets sont gérés par simple décroissance radioactive.
La limite entre vie courte et vie longue est conventionnellement de 31 ans, c'est-à-dire allant jusqu'à la période radioactive du césium 137 (30,2 ans). Il s’agit d’un produit de fission facilement mesurable, dont l'activité est dominante les premiers siècles, et qui est représentatif de la majorité des produits de fission contenus dans les déchets radioactifs : pendant le premier millénaire, leur radioactivité est divisée par dix tous les siècles.
La durée de demi-vie, ou période, est de 2,14 millions d'années pour le Neptunium 237 pour une activité de 26 MBq/g ce qui le place dans la catégorie des déchets de moyenne activité et vie longue (MAVL).
Cependant, un déchet n’est pas affecté à une catégorie en fonction de son activité et de sa période mais en fonction de sa filière de gestion.
Les produits de fission à vie courte incluent également les traces de samarium 151, qui représente 0,25 % des produits de fission et dont la demi-vie est de 93 ans, mais son caractère marginal ne le rend dominant que transitoirement, entre 500 et 1 000 ans.

### Composition
À sa sortie d'un réacteur nucléaire, le combustible nucléaire irradié est un mélange de trois constituants :
- les produits de fission, résultant de la fission d'un élément (un noyau) fissile : chaque noyau de matière fissile subissant une fission nucléaire se casse en deux (exceptionnellement trois) morceaux, qui se stabilisent sous forme de nouveaux atomes. Ce sont les « cendres » de la réaction nucléaire, qui constituent des déchets nucléaires ultimes ;
- les actinides créés à partir du combustible nucléaire initial par capture neutronique successive ;
- le combustible nucléaire initial, qui n'a pas encore réagi.

Le combustible usé d'un gros réacteur à eau pressurisée de 1,3 gigawatt électrique contient en décharge annuelle : 33 t d'uranium enrichi à 0,9 %, 360 kg de plutonium, 1,2 t de produits de fission et 27 kg d'actinides mineurs. Parmi ces 27 kg, on retrouve 14 kg de neptunium, 12 kg d'américium et 1 kg de curium. Les proportions entre ces trois constituants varient suivant la filière nucléaire, mais dans tous les cas, le combustible nucléaire initial reste largement majoritaire, et la production d'actinides mineurs est faible par rapport à celle des produits de fission et du plutonium.

### Décroissance radioactive

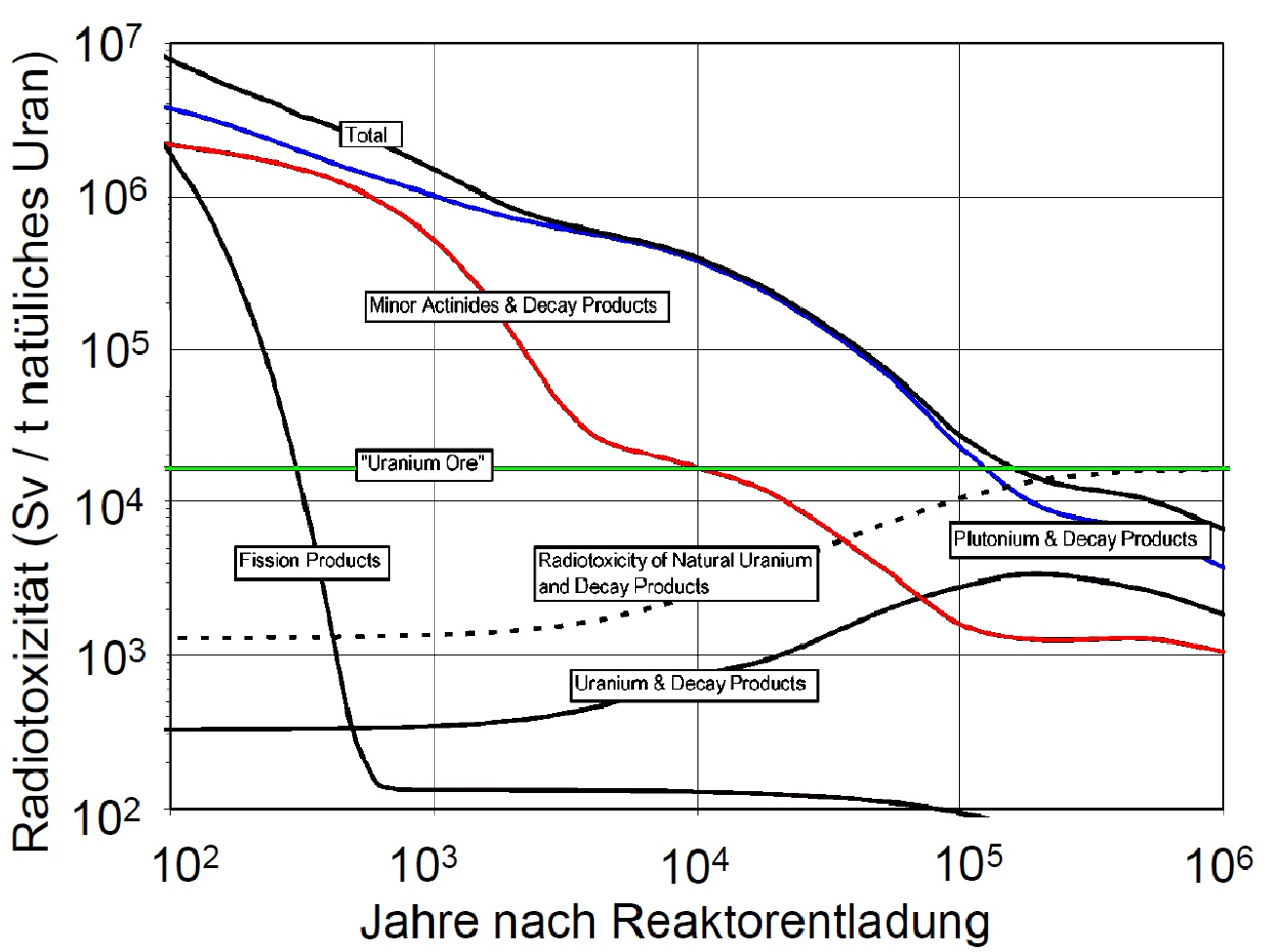
Phases de décroissance de la radioactivité des combustibles usés.

D'une manière générale, un isotope radioactif présente une activité massique d'autant plus grande que sa demi-vie est brève. Les matières très radioactives ne le sont que pendant un temps relativement faible, et la radioactivité de vie longue (à échelle géologique) ne peut atteindre que des niveaux de radioactivité relativement faibles. D'autre part, au bout d'un certain temps de refroidissement, la radioactivité d'un mélange comme les produits de fission est dominée par les radioisotopes dont la demi-vie est de l'ordre de grandeur de ce temps de refroidissement : les radioisotopes dont la demi-vie est significativement plus courte se sont désintégrés plus rapidement, et leur niveau de radioactivité résiduel est négligeable ; et ceux dont la demi-vie est significativement plus longue sont moins radioactifs, et leur niveau de radioactivité est noyé par celui des éléments plus actifs.
Les produits de fission ayant un comportement à long terme très différent de celui des actinides, la gestion à long terme des déchets HAVL se présente de manière très différente suivant que les actinides ont été ou non séparés.

#### Produits de fission
- Pendant quelques années, la radioactivité est très forte, et dominée par de très nombreux produits de fission à vie très courte. Cette radioactivité décroît très rapidement après la sortie du cœur. Après un an, la radioactivité d'un combustible usé n'est plus que 6 % de sa radioactivité initiale[9], et ces éléments ont pratiquement disparu après quelques dizaines d'années.
- Après un refroidissement en piscine de l'ordre de la dizaine d'années, la radioactivité est dominée par des radioisotopes de période supérieure à 10 ans et inférieure à 100 ans, qui forment environ 7 % du total des produits de fission[réf. souhaitée]. Ce sont essentiellement le strontium 90 (28,79 ans) et le césium 137 (30,07 ans), et marginalement le krypton 85 (10,76 ans) et le samarium 151 (93 ans). La radioactivité due à ces éléments disparaît pratiquement après un millénaire. C'est pendant cette période que l'activité des produits de fission dégage encore une chaleur notable.
- Il n'existe pas de produit de fission dont la période soit comprise entre 100 ans (93 ans pour le samarium 151) et 100 000 ans (100 000 ans pour l'étain 126), ce qui entraîne une différence de comportement marquée entre les radioisotopes « à vie courte » et ceux « à vie longue ».
- Après 500 ans l’activité est divisée par 40 000 par rapport à celle qu’elle était en sortie du réacteur. Pendant un million d'années, la radioactivité reste ensuite relativement stable, et est dominée par sept radioisotopes représentant environ 10 % des atomes formés[réf. souhaitée], qui sont principalement le technétium 99 (211 000 ans), et de manière plus secondaire : le sélénium 79 (295 000 ans), l’étain 126 (100 000 ans), le zirconium 93 (1,5 million d’années), le césium 135 (3 millions d’années), l’iode 129 (15,7 millions d’années), et le palladium 107 (18 millions d’années).

#### Actinides
La radioactivité des actinides reste comparativement importante pendant des durées beaucoup plus longues, du fait de la demi-vie importante à l'échelle humaine du Pu 240 (6 500 ans) et du Pu 239 (24 000 ans), et de quelques autres actinides mineurs présents en moindre quantité (américium 242 et 243, curium 245, 246 et 250, californium 249 et 251, etc.). Le Pu 242 a une durée de vie beaucoup plus longue que les précédents (373 000 ans). Il n'est pas fissile en neutrons thermiques. Le recyclage successif du plutonium en réacteur tend donc à accumuler le plutonium sous cette forme très peu fertile.
Ces actinides sont souvent fissiles ou fertiles, et les réutiliser dans des éléments combustibles est une solution qui présente à la fois l'avantage de valoriser leur potentiel énergétique, et de faciliter la gestion des déchets. Il augmente cependant les risques de pollution radioactive irréversible en cas d'incident.
Le problème des actinides dans la gestion des déchets HAVL est un argument fort pour le cycle du thorium 232, qui présente l'avantage de ne pratiquement pas créer d'actinides de nombre de nucléons supérieur à 238.

#### Migrations dans les nappes aquifères
Quel que soit l'emballage retenu pour les déchets de haute activité, l'intégrité du conditionnement ne pourra pas résister au-delà de quelques milliers d'années.[réf. souhaitée]
Au-delà, les différents radioisotopes sont susceptibles d'être entraînés par les nappes aquifères, dans la mesure où ils sont solubles. Inversement, les radioisotopes insolubles, précipités ou chélatés dans les conditions géologiques de l'enfouissement ne migrent pas (ce que démontre le réacteur nucléaire naturel d'Oklo), et n'auront une incidence sur l'environnement qu'en cas d'érosion de la strate d'enfouissement, ce qui correspond à des durées de plusieurs dizaines de millions d'années si le site est correctement choisi (voir ci-dessous).
Ainsi, le chlore 36, soluble et présent dans les produits de fissions en quantité extrêmement faible, ne perd la moitié de sa radioactivité qu’au bout de 301 000 ans, ce qui est l'ordre de grandeur du déplacement de l'eau dans ces couches avant de rejoindre la surface à une résurgence. De ce fait, les modélisations montrent que la dose à l'exutoire de Cigéo serait dominée par l'iode-129 et le chlore-36, tous deux solubles, et les études de sûreté doivent démontrer que, compte tenu de ce que l'on sait de la circulation de l'eau dans la couche de stockage, ce chlore ne parviendra jamais dans l'environnement à des niveaux ayant un impact sur la santé des populations ou sur l'équilibre de la biosphère - et de même pour tous les éléments solubles, l'autre élément dimensionnant étant l'iode-129.

#### Décroissance à l'échelle des temps géologiques
Quelle que soit la politique retenue en matière de séparation, les déchets radioactifs (produits de fission et actinides) ne présentent plus de radioactivité très importante après quelques millions d'années. C'est une échelle de temps faible sur le plan de la géologie : la Terre d'il y a vingt millions d'années, au Miocène, n'était pas très différente de sa forme actuelle.
À cette échelle de temps, il n'est pas possible de prévoir de manière fiable quels terrains resteront sensiblement intacts, ce qui pose un problème pour l'option d'enfouissement, mais aux échelles de temps supérieures, la décroissance radioactive aura fait perdre aux radio-isotopes leur caractère radiotoxique. De ce fait, la mise en place des déchets dans des structures géologiques est en général considérée comme une solution envisageable pour leur gestion à long terme, sans qu'il soit possible d'en établir la preuve, la migration des radio-isotopes devant être maîtrisée sur de telles durées.

## Traitement des déchets HAVL

### Retraitement
Le combustible irradié est considéré comme « usé », parce que l'accumulation d'actinides et de produits de fission modifie les propriétés structurales et neutroniques des « crayons » combustibles : le matériau gonfle et se disloque, ce qui met en danger la première barrière de confinement qu'est la gaine ; et les produits de fission et actinides peuvent présenter une section efficace importante, qui déséquilibre le bilan neutronique du cœur.
Les combustibles irradiés sont composés à 96 % d'uranium légèrement enrichi et de 1 % de plutonium hautement énergétique, dont un gramme peut produire autant d'énergie qu'une tonne de pétrole. Les 3 % restants sont constitués de produits de fission et actinides mineurs (neptunium, américium, curium) dépourvus de valeur énergétique. Seuls ces 3 % sont des déchets proprement dits, le reste (soit 97 %) peut éventuellement être recyclé, pour en extraire l'énergie nucléaire. Ces chiffres dépendent des filières et des taux de burnup acceptés, mais d'une manière générale un combustible sortant du réacteur est encore constitué à près de 95 % de matières fissiles utilisables.
Le retraitement nucléaire consiste à séparer les produits de fission et les actinides, qui sont les déchets nucléaires proprement dits, du combustible qui n'a pas encore réagi, et qui peut être recyclé.
Malgré leur intérêt pour une politique de développement durable, ces traitements sont très coûteux, et n'ont d'intérêt économique que si le coût du combustible neuf est lui-même important. Dans le cas contraire les combustibles sont simplement stockés. Dans ce cas, ce ne sont pas des déchets nucléaires au sens de l'AIEA, puisqu'il est prévu de les retraiter en cas de pénurie de matière fissile.
Le retraitement présente certains avantages :
- d'une part, il réduit considérablement la masse des déchets. Même si les opérations de retraitement génèrent elles-mêmes des déchets radioactifs dits « technologiques », le volume final des déchets est divisé par cinq ;
- d'autre part, en extrayant le plutonium, le retraitement divise par dix la radiotoxicité des déchets ultimes. En effet, deux cents ans après la sortie du réacteur, la radiotoxicité du plutonium représente encore près de 90 % de la radiotoxicité du combustible usé.

Face à ces avantages, le retraitement présente aussi des inconvénients :
- d'une part, il comporte un risque de détournement à des fins militaires du plutonium extrait. C'est officiellement en raison de ce risque de prolifération que les États-Unis ont interrompu en 1977 leur propre programme de recyclage des combustibles nucléaires usés, et engagé depuis une croisade diplomatique mondiale contre le plutonium ;
- d'autre part, le retraitement, par les stockages intermédiaires et les opérations physico-chimiques complexes qu'il implique, est une source supplémentaire d'exposition aux radiations des travailleurs de l'industrie nucléaire. De même, par les trajets qu'il nécessite entre les réacteurs, les centres de retraitement et les usines de fabrication de combustibles MOX, le retraitement est à l'origine d'une part importante des transports de matières radioactives, sujet délicat pour l'opinion publique.

Les considérations économiques ne permettent pas non plus de départager les avantages et les inconvénients du retraitement-recyclage. L'usage de combustible MOX, s'il complique sensiblement les opérations pour l'exploitant des centrales nucléaires, n'a pas un coût de revient significativement supérieur à l'usage d'uranium enrichi.
In fine, la décision de recycler ou non les combustibles nucléaires usés reste un choix politique, dans lequel les considérations stratégiques de sécurité d'approvisionnement et de réduction du volume des déchets ultimes sont primordiales.

### Vitrification
Ces déchets sont vitrifiés, c'est-à-dire incorporés dans une matrice de verre pour assurer que les noyaux radioactifs resteront capturés et ne migreront pas à échelle de temps géologique. Ils sont d'abord entreposés sur leur lieu de production le temps que leur température diminue.

### Stockage en couche géologique profonde

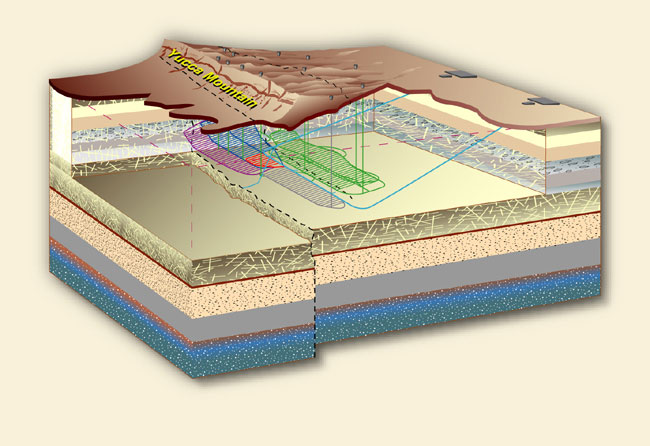
Schéma de principe du projet Yucca Mountain.

Stocker les déchets à grande profondeur dans une couche géologique stable permet de garantir leur absence d'impact à très long terme sur l’environnement, quel que soit l’état des conteneurs et quelle que soit l’évolution de la situation sociale et politique à la surface. C’est la solution retenue plus ou moins explicitement par tous les pays dotés d’une industrie nucléaire. 
Plusieurs laboratoires de recherche souterrains évaluent la faisabilité de ce mode de gestion dans différentes formations-hôtes telles que le tuf, le granite, le sel, l'argile, etc. En France, ces études sont menées par l'Andra dans un laboratoire de recherches à - 490 mètres de profondeur comportant 2 000 mètres de galeries, à Bure, aux confins de la Meuse et de la Haute-Marne. En Suisse, des recherches sont menées sur les capacités de confinement de l’argile dans le laboratoire du Mont Terri et sur celles du granite dans le laboratoire du Grimsel.
Certains pays ont commencé à mettre en œuvre la solution du stockage géologique. Les États-Unis disposent ainsi depuis 1999 d’un site de stockage des déchets hautement radioactifs d'origine militaire (Waste Isolation Pilot Plant) dans le sud-est du Nouveau-Mexique. En Europe, deux pays ont entrepris de créer un centre de stockage géologique des déchets : celui de la Finlande, appelé Onkalo (« cave » en finnois), doit accueillir les premiers colis de déchets en 2025 ; celui de la Suède, dont la mise en œuvre a été officiellement décidée le 27 janvier 2022, est situé à Forsmark.

### Transmutation (en projet)
Dans le cadre de la loi Bataille (1991), des recherches ont été effectuées en France avec le réacteur à neutrons rapides Phénix pour la transmutation des déchets de haute activité et à vie longue. Des recherches similaires ont été envisagées pour Superphénix. Les recherches se font dans le cadre des réacteurs nucléaires de génération IV, ou bien des réacteurs nucléaires pilotés par accélérateur (Accelerator driven systems, ADS).
Des travaux ont été effectués sur d'autres types de dispositifs « pilotés par accélérateurs » à neutrons rapides, comme GUINEVERE en Belgique. La maquette opérationnelle Guinevere a été réalisée par le Centre d'étude de l'énergie nucléaire belge (SCK•CEN) avec la collaboration du CNRS, qui a construit l'accélérateur de particules, le CEA, la Commission européenne et une dizaine de laboratoires européens. Le but de ces systèmes est de transmuter les actinides (parfois appelés transuraniens) comme le neptunium ou l'américium. L'objectif final est de produire des déchets nucléaires moins polluants.
Pour réaliser la transmutation à l’échelle industrielle, il sera nécessaire d'utiliser des réacteurs de génération IV ou des réacteurs nucléaires pilotés par accélérateur (Accelerator Driven Systems, ADS). Un démonstrateur comme le projet européen MYRRHA pourrait être construit vers 2025.
Selon l'UARGA (Union d’Associations de Retraités et d’Anciens du Nucléaire), la thèse montrant qu'il est possible de transmuter certains radioéléments tels que l’Américium dans des flux de neutrons rapides, fait malheureusement peu de cas des conditions nécessaires pour la mise en œuvre de ces procédés et de l’analyse des coûts/bénéfices qui en résultent.